# Vridutjärnen (Älvdalens socken, Dalarna, 681454-139585)
Vridutjärnen är en sjö i Älvdalens kommun i Dalarna och ingår i Dalälvens huvudavrinningsområde. Sjön har en area på 0,0905 kvadratkilometer och ligger 587,5 meter över havet.

## Delavrinningsområde
Vridutjärnen ingår i det delavrinningsområde (681462-139639) som SMHI kallar för Utloppet av Navarsjön. Medelhöjden är 642 meter över havet och ytan är 14,26 kvadratkilometer. Det finns ett avrinningsområde uppströms, och räknas det in blir den ackumulerade arean 31,95 kvadratkilometer. Navran som avvattnar avrinningsområdet har biflödesordning 4, vilket innebär att vattnet flödar genom totalt 4 vattendrag innan det når havet efter 390 kilometer. Avrinningsområdet består mestadels av skog (90 procent). Avrinningsområdet har 0,5 kvadratkilometer vattenytor vilket ger det en sjöprocent på 3,5 procent.